# Gerlev Idrætshøjskole
Gerlev Idrætshøjskole er en idrætshøjskole lidt vest for Gerlev på Sjælland, grundlagt i 1938 af Kristian Krogshede (1893-1988) fra Gymnastikhøjskolen i Ollerup. Skolen har fra sin start været bygget til et bredt udbud af idræt, og har siden sin grundlæggelse været optaget af at udvikle og skabe begejstring ved bevægelse og idræt. Skolen er kendt for sin legende og eksperimenterende tilgang til bevægelse, noget som bl.a. kan ses inden for parkour og dans.[kilde mangler]
Forstanderen på skolen er Frederik Ullerup, som selv tidligere har været elev på skolen.
På højskolen findes verdens første parkourpark, hvor der hvert år afholdes International Parkour Gathering, med deltagelse af internationale gæster.
Gerlev Performance Team, der består af dansere og parkour-udøvere, tager ud og optræder med deres show.

## Gerlev-prisen
Gerlev-prisen er en udmærkelse som uddeles årligt af højskolen "for en indsats, som i en særlig grad har udviklet idrættens kvaliteter eller skabt fornyelse i synet på idrættens kulturelle placering og muligheder. Prisen gives til opmuntring af ytringsfrihed og demokrati og til støtte af initiativer, der tør anfægte den etablerede idrætspolitiske orden."

### Tilknyttede projekter
- Gerlev Legepark Arkiveret 21. februar 2018 hos  Wayback Machine
- Legeskibet Arkiveret 1. marts 2018 hos  Wayback Machine
- Center for Kamp og Kultur Arkiveret 2. marts 2018 hos  Wayback Machine

| Skole | Spire Denne artikel om en skole, en uddannelsesinstitution eller uddannelse er en spire som bør udbygges. Du er velkommen til at hjælpe Wikipedia ved at udvide den. |